# Ursula Trint
Ursula Trint (* 30. Juni 1931 in Hamburg) ist eine deutsche Architektin.

## Leben
Ursula Trint studierte an der Technischen Hochschule Braunschweig sowie an der Technischen Hochschule Karlsruhe, wo sie bei Egon Eiermann die Diplom-Hauptprüfung ablegte.
Sie war nach ihrem Studium in den Architekturbüros Hirsch + Bohne und Bartning tätig.
1958 machte sie sich selbstständig und arbeitete seitdem gemeinsam mit ihrem Ehemann Peter Trint in der Architektengemeinschaft P. + U. Trint.
Das Ehepaar gewann zahlreiche Wettbewerbe. Sie erhielten fünfmal den Kölner Architekturpreis. 1972 waren sie Sieger eines internationalen Wettbewerbs für den Bau des Sprengel Museums Hannover, für den 172 Teilnehmer Pläne eingereicht hatten.

## Werke (Auswahl)

### Bauten
- 1975–1979: Sprengel Museum Hannover (1. Bauabschnitt; gemeinsam mit Peter Trint und Dieter Quast)[4]

### Schriften
Unter der Autorschaft Trint erschienen zahlreiche Veröffentlichung in Fachzeitschriften.